# Tarjeta Nacional Estudiantil

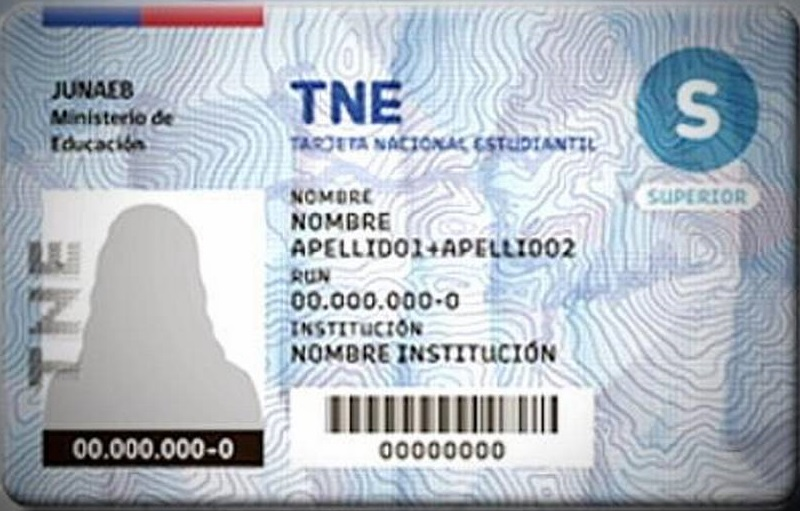
Representación de la TNE Región Metropolitana de Santiago. El pase además es una tarjeta bip! para su uso en Transantiago.

Tarjeta Nacional Estudiantil (TNE), conocida popularmente como pase escolar es un documento en formato de tarjeta inteligente, utilizado por estudiantes en Chile. La principal utilidad del pase escolar es el acceso a los descuentos tarifarios en los sistemas de transporte público. En la actualidad, el pase escolar es administrado por la JUNAEB, a excepción de la Región Metropolitana de Santiago en que está a cargo del Ministerio de Educación en su administración, a la JUNAEB en su emisión y al AFT en su confección y mantenimiento de sistemas.

## Historia
Durante varios años, los pases escolares fueron administrados como un beneficio otorgado por los diversos gremios locales de transportistas, quienes estaban a cargo tanto de su fabricación y distribución. Así, el cobro por cada tarjeta no era regulado por ninguna autoridad y su utilización quedaba restringida a la zona geográfica de cada estudiante.
En 2001, una serie de polémicas relacionadas con el lanzamiento de un nuevo tipo de pase escolar en la Región Metropolitana generaron una serie de protestas conocidas como el Mochilazo teniendo su principal protesta el 4 de abril de 2001, cuando diversas organizaciones encabezadas por el Parlamento Juvenil convocaron a más de 17 mil estudiantes en el parque forestal y logró paralizar a 400 mil. Tras esas protestas, el pase escolar metropolitano pasó a ser administrado por el Ministerio de Educación y desde 2006, el pase escolar adquirió las características de la tarjeta bip! para su utilización en Transantiago, el sistema de transporte urbano de la capital que partió en febrero de 2007.
Sin embargo, en el resto del país la situación no había cambiado. En 2006, y a causa de la denominada Revolución de los pingüinos, el gobierno aceptó la propuesta de los estudiantes a la creación de un "pase escolar nacional", administrado por el Ministerio de Educación y sin restricciones geográficas. Los gremios del transporte se opusieron a dicha medida y finalmente se llegó al acuerdo de que el nuevo pase sería administrado conjuntamente entre el MINEDUC y las agrupaciones gremiales. A partir de 2007 fue lanzada la Tarjeta Nacional Estudiantil (TNE) que además permitiría una serie de beneficios adicionales a su dueño, como descuentos en algunas tiendas comerciales. La nueva Tarjeta Nacional comenzó a ser repartida en todo el país entre marzo de 2007 y mayo de 2007. 
Sin embargo, los problemas han continuado generando manifestaciones. En junio de 2007, dirigentes estudiantiles de Concepción denunciaron la deficiente fabricación de las nuevas tarjetas, las cuales se desgastaban fácilmente y eran rechazadas por algunos choferes del transporte público. En 2008, las principales universidades del Gran Valparaíso iniciaron una paralización de sus actividades exigiendo, entre otras medidas, la modificación del decreto Nº20, para permitir el uso del pase durante los meses de enero y febrero, y del decreto Nº45 que regula las tarifas del transporte para escolares, el cual consideran discriminatorio al fijar el valor del pasaje escolar en un 50% respecto al del pasaje adulto, a excepción de la Región Metropolitana, donde no supera el 33%.

## Valor del pase escolar
Estudiantes Primarios y Secundarios:
- Colegios, Escuelas y Liceos Municipales: Gratuito
- Colegios y Liceos Particulares Subvencionados: $3500
- Colegios y Liceos Particulares: $3500
- Universidades e Institutos (Región Metropolitana): $3500

## Tarifas del transporte público
A pesar de que existe una tarjeta única a nivel nacional, el valor de las tarifas del transporte público dependen exclusivamente de los costos de cada sistema de transporte.
Algunas tarifas son las siguientes:
- I Región de Tarapacá: La tarifa de la ciudad de Iquique es de $140 (US$ 0,28 aprox.)
- I Región de Antofagasta: En Antofagasta la tarifa escolar es de $210; y en Calama es de $170.
- IV Región de Coquimbo: En las ciudades de La Serena y Coquimbo, la tarifa escolar es de $200.
- V Región de Valparaíso: Las tarifas escolares tienen un cobro de $140, $150, $180, $230 o $250, dependiendo de cada línea.
- VIII Región del Biobío: En Concepción, los buses de Biovías poseen una tarifa escolar de $190 las 24 horas del día, los 7 días de la semana, en cualquier recorrido. En el Biotrén es de $100.
- Región Metropolitana de Santiago: La tarifa es única de $250 en todo horario durante todo el año.
- VI Región del Libertador Bernardo O’Higgins: La tarifa depende, rural o ciudad, en ciudad cuesta 140 (Líneas 200,300,400 y 500) y 150 (Línea 100).
- Región de Los Lagos: En Osorno la tarifa de buses dentro de la ciudad es de $180.